# Substitució lingüística
La substitució lingüística és un terme de la sociolingüística que es refereix al procés pel qual una comunitat lingüística abandona la seva llengua i acaba formant part d'una altra comunitat lingüística diferent. L'abandonament de la llengua pròpia és un canvi social que cada vegada és més accelerat. Actualment, al món hi ha al voltant de 7.000 llengües però aquesta realitat varia, ja que les llengües desapareixen quan deixen de ser usades pels seus parlants .De fet, als Països Catalans s'han produït, des del segle xvi, processos de substitució a favor del castellà i del francès, parcialment contrarestats i de manera molt desigual pel procés de normalització lingüística contemporani. El procés contrari a la substitució lingüística és el de la normalització lingüística.

## Tipus de substitució lingüística
La substitució lingüística pot derivar-se de tres grans processos. En primer lloc, una llengua pot desaparèixer fruit de la mort de la seva comunitat de parlants, per l'efecte de guerres, exterminis, catàstrofes, epidèmies... Al llarg de la història s'han documentat exterminis poblacionals a causa d'una guerra, una epidèmia o una catàstrofe natural i això ha significat la desaparició de la llengua d'aquella comunitat de parla. En segon lloc, una llengua pot ser substituïda per una altra per la seva aproximació i semblança en l'estructura lingüística a la de la llengua expansiva, que finalment dona lloc a la seva dialectalització. Aquest cas es produeix quan el contacte (geogràfic i/o polític) entre ambdues llengües és molt estret. Finalment, es pot produir la mort d'una llengua per canvi lingüístic. Això es produeix quan una comunitat lingüística abandona l'ús de la llengua pròpia per adoptar-ne una altra. La sociolingüística se centra en l'estudi d'aquest últim tipus, ja que resulta molt difícil d'explicar la necessitat i el perquè de la substitució.

## Procés de substitució lingüística
L'inici d'un procés de substitució lingüística és molt difícil de percebre, ja que primerament s'han d'activar els mecanismes de substitució lingüística. Ara bé, en general, podem dir que la substitució lingüística es desenvolupa en un procés de tres fases. En primer lloc, es produeix l'etapa de bilingüització. Diversos sectors de la comunitat de parlants, especialment les generacions més joves i els parlants de les ciutats més grans, comencen a utilitzar la mateixa llengua expansiva en detriment de la llengua pròpia. Així, a poc a poc, i en una segona fase que podem anomenar monolingüització, es traspassa la lleialtat de la llengua no dominant i es produeix un bilingüisme unilateral i unidireccional. Per acabar, quan el procés s'ha completat, es produeix l'abandonament absolut de la llengua dominada a favor d'un ús exclusiu de la llengua nova.

## Causes de substitució lingüística
En tot procés de substitució lingüística hi actuen unes causes macrosocials que acaben promovent canvis microsocials de tipus psicològic i psicosocial en els individus. Aquestes causes macrosocials poden ser polítiques i/o socioeconòmiques.

### Causes polítiques
La majoria dels Estats tenen una política lingüística homogeneïtzadora que es basa en la potenciació de la bilingüització —amb una exaltació de l'ensenyament obligatori de la llengua del poder central— i l'oposició a les variants considerades dialectes, patuesos, parles i/o xapurrejats. Antigament, la capacitat de l'Estat d'intervenir en la llengua dels seus ciutadans era més difícil, ja que només es podia potenciar el seu ús en l'Església, el servei militar o els mercats. Actualment, però, amb la universalització del sistema educatiu, els mitjans de comunicació i les xarxes socials, la seva capacitat per configurar els aspectes nacionals de la població augmenta. L'Estat, doncs, pot propiciar ideologies lingüístiques que pretenguin privilegiar la llengua de l'Estat i, en conseqüència, minoritzar les llengües perifèriques.
La sociolingüística de tradició europea, i especialment la catalana, ha tendit a destacar que aquests condicionants polítics són l'origen de bona part de la disminució de la diversitat lingüística europea al llarg del segle xx.

### Causes socioeconòmiques
En el pas de les societats agrícoles a les societats industrials es van donar una sèrie de fenòmens socials que van determinar diversos canvis sociolingüístics, ja que com diuen Fishman, Dorian i Gal, qualsevol canvi en l'àmbit socioeconòmic deriva en un canvi sociolingüístic. Entre aquests processos socioeconòmics destaca la mobilitat social. Les classes mitjanes i baixes intentaven emular els comportaments i la llengua de les classes altes per tal d'aconseguir un ascens social. Així, desapareixia la llengua del carrer, que era substituïda per la llengua de la classe alta. Qüestions socials com la urbanització també van contribuir a la pèrdua de la diversitat lingüística, ja que en el trasllat del camp a la ciutat es considerava un procés d'innovació adoptar la llengua de la metròpoli. Altres fets que han donat lloc a substitucions lingüístiques al llarg dels anys han estat l'ampliació de les comunicacions, les migracions i l'augment dels assalariats.
La sociolingüística catalana també va observar la importància dels processos de modernització socioeconòmica per a entendre els processos de canvi sociolingüístic. Ninyoles (1989, pàg. 66) destacava que «el moment de la industrialització aparella un creixent desenvolupament urbà, ambdós fenòmens un efecte sinèrgic sobre l'estructura sociolingüística que pot portar a la normalització o a l'eliminació de les antigues formes d'expressió».

### Causes psicosocials
Els canvis socials i polítics influencien notablement les interaccions i pensaments dels individus. És per aquest motiu que sovint els canvis macrosocials deriven en canvis microsocials d'origen psicolingüístic. Entre les diverses causes psicosocials podem destacar la pèrdua d'actitud positiva, estima i confiança dels parlants cap a la llengua pròpia. La comunitat de parla decideix abandonar voluntàriament l'ús de la llengua perquè considera, erròniament, que és inferior, ineficaç i innecessària, per tant, si les actituds lingüístiques dels parlants cap a la llengua pròpia empitjoren i les actituds cap a la llengua expansiva milloren, els individus tindran major predisposició a usar la llengua més expansiva.

## Mecanismes de substitució lingüística
Els mecanismes són fets empírics que ens demostren com se substitueix una llengua. Primerament trobem uns indicadors o símptomes de substitució que no han de comportar necessàriament la substitució lingüística, que són diversos: des de la universalització de l'aprenentatge de la llengua expansiva fins a la pèrdua d'ús en alguns àmbits socials. Ara bé, de vegades, més tard sorgeixen uns mecanismes necessaris perquè s'acabi produint una substitució lingüística, però que si ocorren aïllats, per ells mateixos, no són suficients perquè és produeixi una substitució lingüística i uns mecanismes suficients que ens indiquen que la substitució lingüística està passant pels punts més crítics.
Entre els símptomes d'una substitució lingüística hi trobem la degradació de l'estatus lingüístic i els seus parlants, l'ús alternat de la llengua recessiva amb la llengua expansiva o la reducció de l'ús entre els joves. El primer símptoma, també anomenat patuesització, consisteix en la convicció que la llengua recessiva no existeix com a tal, sinó que és una suma de parles minoritàries. El segon indicador de la substitució lingüística és el contacte diari de la llengua dominant amb la recessiva. En aquest cas apareixen interferències lingüístiques i convergències de l'estructura de la llengua. De vegades, amb l'adopció de la llengua expansiva es poden acabar creant noves llengües conegudes com a pidgins o criolls. Per acabar, també existeix l'alternança de codis o ús simultani de dues llengües en una mateixa conversa. Tot i que l'alternança és un símptoma de canvi, molts estudis conclouen que aquest factor està lluny de ser un mecanisme necessari de substitució lingüística.
Els mecanismes són els factors que expliquen com (i quan) es produeix la substitució lingüística. Són fets inicials, que per ells mateixos no comporten una substitució lingüística, però que són necessaris perquè s'acabi desenvolupant la substitució lingüística. Són: l'adquisició de la llengua expansiva per part dels parlants de la llengua minoritzada —bilingüització— i la distribució funcional de la llengua expansiva —diglòssia.
La bilingüització és un pas necessari perquè un procés de substitució lingüística s'acabi desenvolupant. Se sol produir pel procés d'homogeneïtzació que els Estats nació exerceixen sobre les minories nacionals de territori propi. La major part dels sociolingüistes han tendit a considerar que la bilingüització és una causa necessària per a la substitució lingüística, però que, per ella mateixa, no desenvolupa la substitució (Vallverdú, 1982, pàg. 47; 2013, pàg.61).
Quant a la distribució funcional, algunes vegades l'ús de les llengües es distribueix funcionalment, i la llengua expansiva ocupa els espais formals mentre que la llengua recessiva manté l'ús quotidià dintre de la comunitat.
A part d'aquests mecanismes, existeixen una sèrie de fets que per ells mateixos ja són suficients per derivar en una substitució lingüística. Aquests mecanismes suficients són els canvis en la llengua endogrupal i la transmissió lingüística intergeneracional. El primer fa referència al trencament o canvi de les normes lingüístiques dins d'un grup de parla. Tal com destaca Aracil, quan les normes canvien s'identifica un trencament dels principals factors que han fet perdurar la llengua i la seva comunitat lingüística. El segon l'explica Fishman quan diu que el manteniment lingüístic implica necessàriament la transmissió intergeneracional de la llengua. Si no es produeix així, la llengua acaba desapareixent.